# Mellicta rafaela
Mellicta rafaela är en fjärilsart som beskrevs av Hans Fruhstorfer 1923. Mellicta rafaela ingår i släktet Mellicta och familjen praktfjärilar. Inga underarter finns listade i Catalogue of Life.